# Z – The Musical of Zorro
Z – The Musical Of Zorro (ursprünglicher Titel: Z – The Masked Musical of Zorro) ist ein Musical von Robert W. Cabell aus dem Jahr 1997, dessen Handlung auf dem Groschenroman The Curse of Capistrano von Johnston McCulley basiert.

## Geschichte
Der junge Diego de la Vega wird von seinen Eltern nach Spanien geschickt, wo er von seinem Großvater zum Fechtmeister ausgebildet wird und nebenher noch allerlei Rüstzeug fürs Leben mitbekommt. Nach seiner Rückkehr in die kalifornische Heimat erlebt er, wie die  Menschen von dem korrupten Gouverneur Juan Carlos und seinem unehelichen Sohn Capitan Ramerez ausgebeutet und drangsaliert werden. Während sein Vater und die anderen Dons sich mit Protestbriefen begnügen, beschließt Diego aktiv gegen das Unrecht vorzugehen, legt die Maske des „Zorro“ an und kämpft fortan an der Seite der Unterdrückten gegen die Machthaber. Um sein Incognito zu wahren, spielt Diego in der Gesellschaft den leicht vertrottelten Bonvivant, was seine Verlobte Carlotta regelmäßig aus der Fassung treibt. Sie verfällt in Liebe zu Zorro und ist überglücklich als sie nach etlichen Verwicklungen herausbringt, dass es sich bei Diego und Zorro um ein und dieselbe Person handelt. Doch Diego wird enttarnt und überwältigt. Es ist Carlotta, die ihn vor der Hinrichtung aus dem Gefängnis befreit. In einem finalen Duell kann Diego schließlich den Capitan besiegen, während das Volk, das durch seinen Helden wieder Mut bekommen hat, revoltiert und sich der Despotie entledigt.

## Aufbau
Die eigentliche Geschichte ist eingebettet in eine Rahmenhandlung, bei der kalifornische Gypsies die Legende von dem Volkshelden nacherzählen und in die einzelnen Rollen schlüpfen. Die drei Bandoleros Pepe, Jorge und Miguel spielen dabei die drei Schurken: den Gouverneur, den Capitan und den Sergeanten, treten aber immer wieder aus ihren Rollen heraus, um die Handlung zu kommentieren. Die Figur der wollüstigen Wirtin Maria gibt dem Stück ein südländisch-erotisierendes Flair. Eine komische Szenen wie Diegos Verkleidung als Frau und das folgende Duett mit dem Sergeanten heitern die Geschichte auf.

## Musik
Das Stück weist 24 Gesangsnummern auf, darunter sieben Chorstücke, sowie Ouvertüre und diverse Zwischenmusiken. Die Musik wartet mit Flamenco-, aber auch mit Paso Doble- und Tango-Elementen auf. Einige Duette haben Schlager-Charakter. Eher ungewöhnlich ist das Männer-Terzett Devil on my Back (Satan im Genick).

## Aufführungen
Am 3. März 1997 fand die wegen eines Rechtsstreits mit der amerikanischen Firma ZPI offiziell als Workshop titulierte Uraufführung im Producers’ Club Theatre in New York (USA) statt, mit Ron Baker als Diego Vega/Zorro und Ann Hallbrook als Carlotta Mendez unter der musikalischen Leitung von Wayne Abravanel.
Im April und Mai 1997 gab es einige konzertante Präsentationen im Lambs Theatre unter der Regie von Nick Corley, mit Sean McDermott als Diego Vega/Zorro und Jodie Langel als Carlotta Mendez.
1998 wurde ein Konzeptalbum produziert mit Ruben Gomez als Diego Vega/Zorro und Debbie Gibson als Carlotta Mendez.
Am 24. Februar 2000 hatte eine Aufführung im South Eugene Highschool Auditorium in Oregon (USA) Premiere.
Am 13. Juni 2013 fand die deutsche Erstaufführung bei den Clingenburg-Festspielen in Klingenberg am Main in der deutschen Fassung und unter der Regie von Marcel Krohn statt, mit Karl Grunewald als Diego de la Vega/Zorro und Judith Peres als Carlotta Mendez. Die musikalische Leitung hatte Ralph Scheiner.